# Cleisostoma holttumii
Cleisostoma holttumii är en orkidéart som först beskrevs av Cedric Errol Carr, och fick sitt nu gällande namn av Leslie Andrew Garay. Cleisostoma holttumii ingår i släktet Cleisostoma och familjen orkidéer. Inga underarter finns listade i Catalogue of Life.